# Salins de Bregille
Les Salins de Bregille est un institut créé au lendemain de la Première Guerre mondiale par le chanoine Mourot pour accueillir les enfants orphelins ou victimes de la tuberculose. Après le recul de la maladie dans les années 1950, les Salins furent un centre de soins général avant d'être dans les années 1990 jusqu'à aujourd'hui un lieu où plusieurs établissements accueillent enfants, adultes et séniors.

## Histoire

### Les débuts

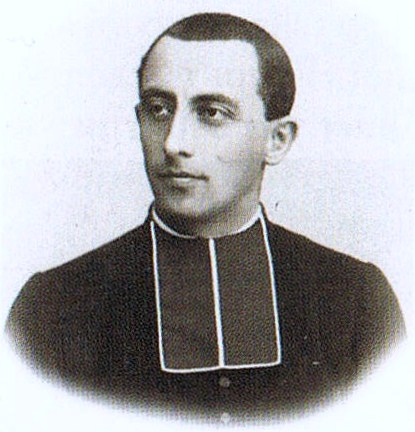
Le chanoine Hubert Mourot, né le 3 septembre 1866 à Amathey (Doubs) et décédé le 13 janvier 1948 à Besançon.

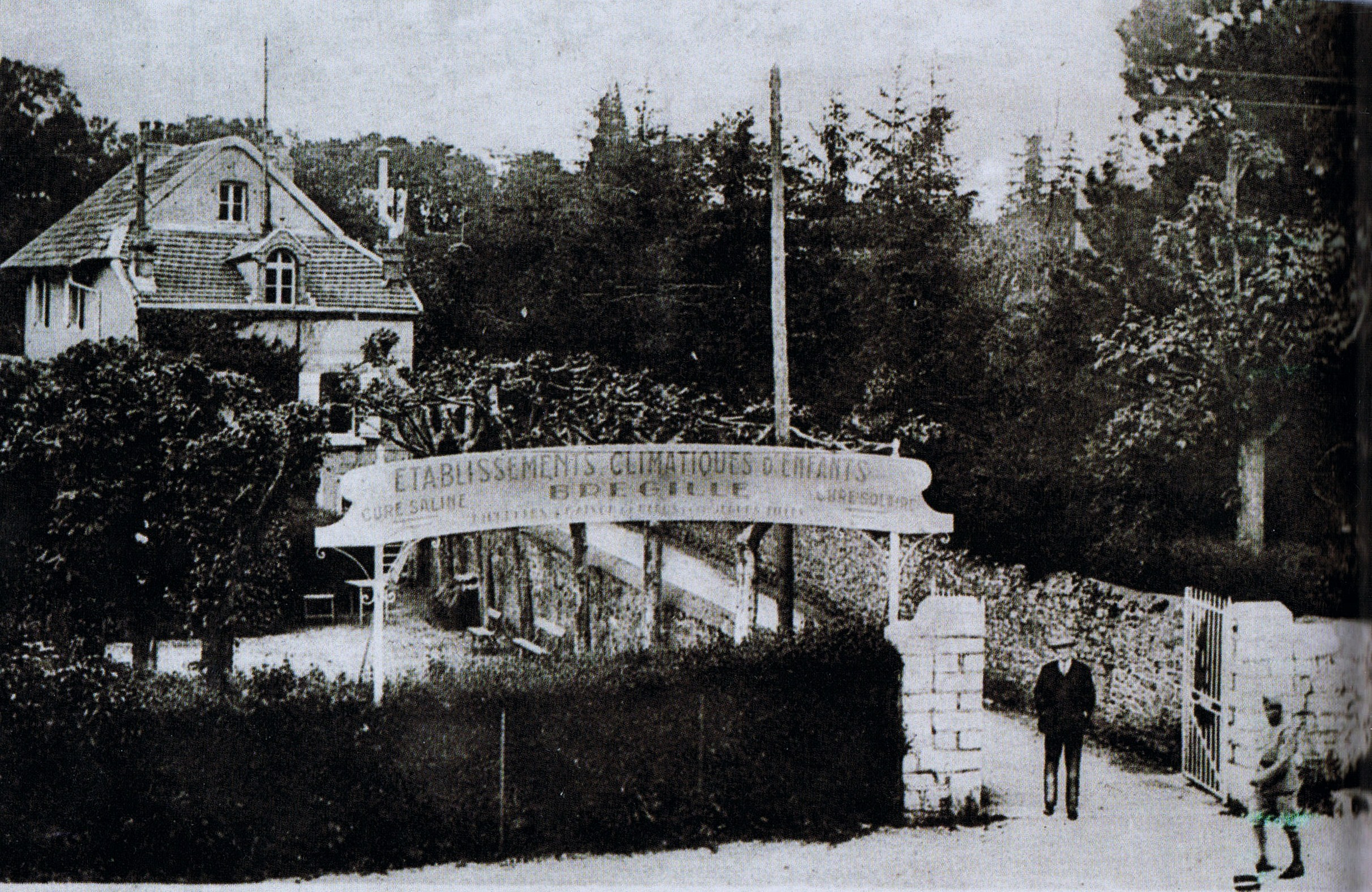
Les salins, dans les années 1920.

Dès 1916, le chanoine Mourot s'inquiète de la santé des enfants orphelins et en difficulté, et recherche alors un concours pour créer une maison pouvant les accueillir. En 1917, le chanoine assiste à Besançon à une conférence du professeur Bardet sur les stations balnéaires, et il confie par la suite au professeur Richard, alors médecin inspecteur général, son ambition de créer une maison pouvait recevoir les enfants. Le docteur Richard semblait conquis par cette idée, avec néanmoins une appréhension de taille : le financement. Mais le chanoine Mourot tente tout ce qui est possible pour que son idée prenne vie, et c'est alors qu'il en parle à Monseigneur Gauthey alors archevêque de Besançon, qui lui donna son soutien,.
Le projet est maintenant dans toutes les bouches, et plusieurs amis de l'archevêque promettent alors leurs concours, et fin 1917, la famille Weibel alors propriétaire de la prestigieuse papeterie de Novillars, promet 100 000 Francs de don. Des kermesses furent organisées pour recueillir des fonds, par le comité des Dames. En 1928, 10 000 billets de Francs sont vendus avec pour 1er prix une automobile Peugeot et l'année suivante une nouvelle kermesse est organisée avec pour premier prix une villa.
C'est ainsi que l'idée du chanoine Mourot pris forme concrètement, ne manquait plus à présent qu'un terrain ainsi que quelques autres dons pour pouvoir si nécessaire voir les choses en grand. Un comité de Patronage est alors créé par le docteur Richard, comprenant des médecins, des industriels, des banquiers, le maire de Besançon, le marquis Léonel de Moustier alors député du Doubs ainsi que sa femme, alors présidente d'un comité de dames patronnesses.
Le chanoine se met alors à la recherche d'un terrain. Après avoir cherché en vain à Saint Claude puis à Fontaine-Argent, un terrain est finalement acquis par le chanoine Mourot grâce à la société Immobilière créée par la comité de patronage, à Beauregard. Les demeures des familles Dietrich et Émile Picard deviendront alors « le pavillon Saint-George », et le 18 mai 1918 13 enfants sont reçus. Après une année de fonctionnement, le chanoine décide de créer un deuxième établissement réservé au garçon et de garder le premier pour les filles. C'est ainsi qu'en 1919 les propriétés de SuperBregille sont acquises, et accueillent dès lors 19 enfants. Les propriétés de Beauregard et de SuperBregille accueillent des enfants de fin avril à début octobre, tous les ans.
En février 1920, la Société civile crée officiellement la Société anonyme des Maisons d'enfants, et des actions furent alors attribuées aux contributeurs du projet. Cependant, cette société n'est pas en accord avec la loi de 1901 sur les associations, permettant de toucher des subventions de l'État et le 7 septembre 1922, l'association « les Salins de Bregille » est créée, cette fois-ci en conformité avec la loi de 1901. Le 15 décembre 1925, le Conseil d'Administration reconnaît l'association d'utilité publique.

### L'installation dans le Var

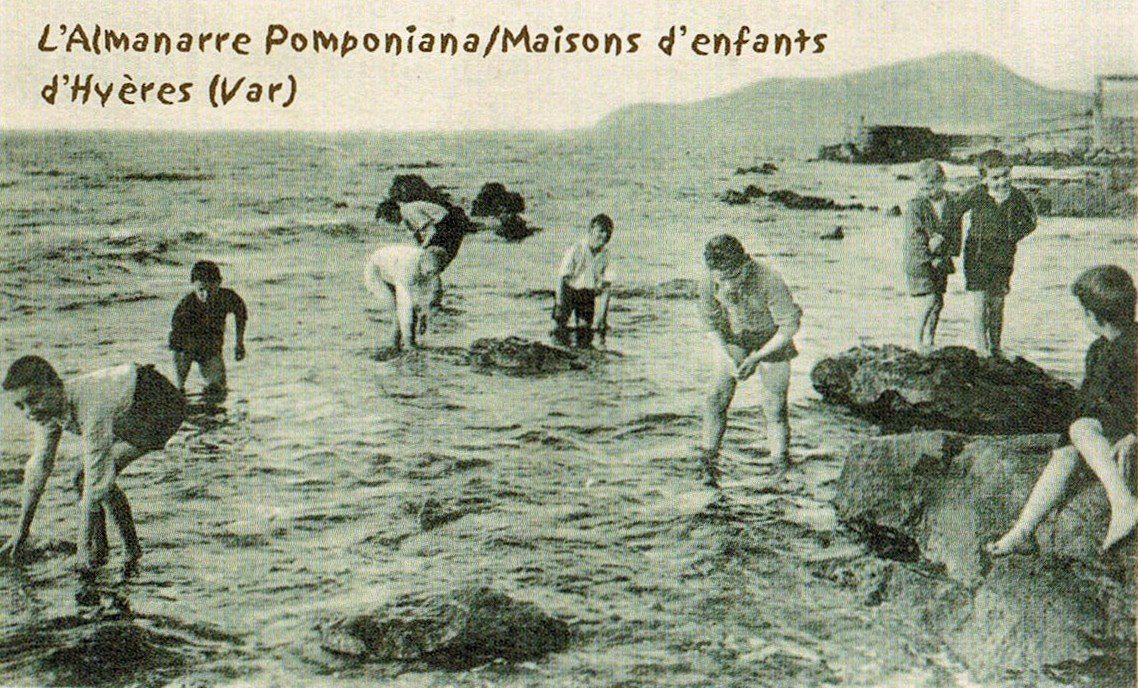
Des enfants de la Saline jouant sur les côtes de Hyères.

Le chanoine Mourot cherchait une demeure sur la Côte d'Azur pour accueillir les enfants de Besançon l'hiver. Durant un séjour en 1920 à Hyères, dans le département du Var, il rencontre la sœur Nomadie qui lui présente une propriété dite « la villa Lefèvre » donnée par madame Roux-Seignoret alors veuve du maire de Hyères, à l'archevêque de Paris. L'archevêque, n'ayant jamais occupé cette propriété, attribue la propriété à l'œuvre des maisons d'enfants. Les premiers pensionnaires arrivent le 26 novembre 1920. L'année suivante, le chanoine achète à titre personnel une maison directement sur le bord de mer comprenant un pavillon, appelé alors « Pomponiana à l'Almanarre », qu'il met à la disposition de l'association. Par la suite, en 1925, madame Roux-Seignoret fait don d'une villa adjacente, la villa Louise. L'implantation de l'établissement a fait naître à Hyères un institut de rééducation avec des services para-médicaux et médico-sociaux.
L'association décide d'acquérir une nouvelle propriété plus spacieuse située à proximité de la Pomponiana en 1950, et cède les deux anciennes demeures en 1952. Ce nouvel établissement permet d'accueillir 276 pensionnaires et de faire travailler 450 salariés.

### La visite présidentielle

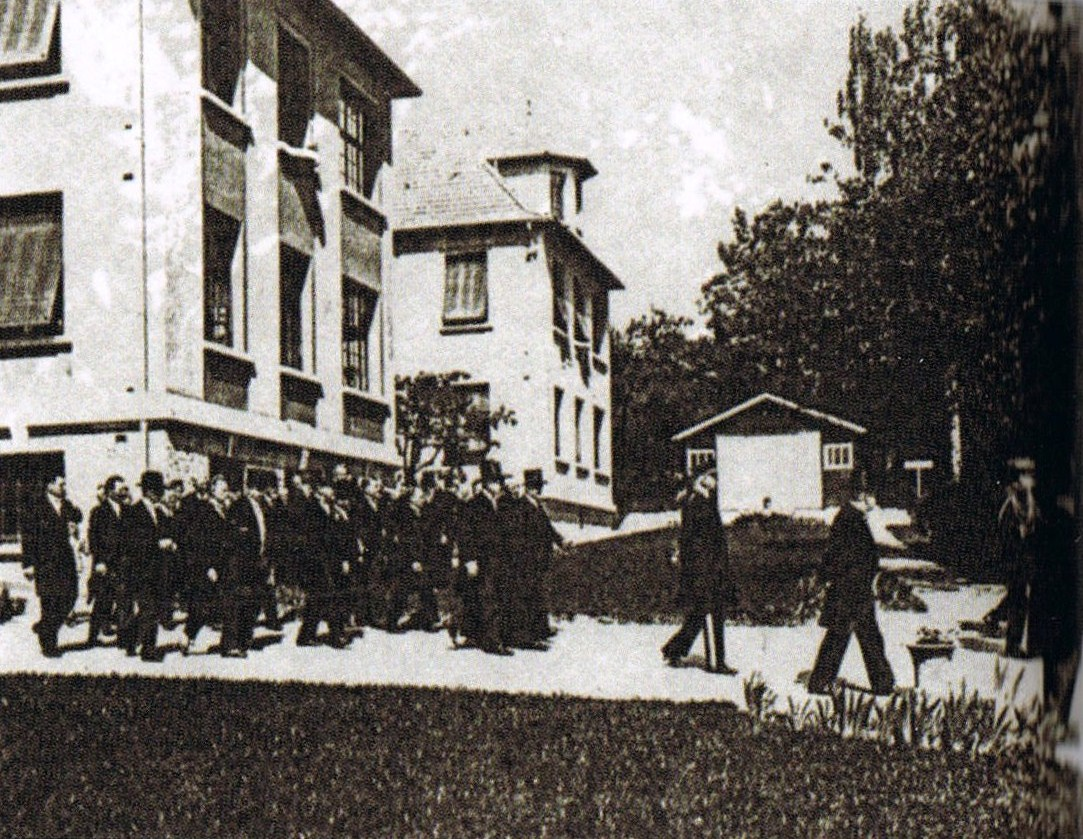
La visite présidentielle d'Albert Lebrun, en 1933.

C'est en juillet 1933 qu'Albert Lebrun, alors président de la république, fait un voyage à Besançon. Bien que les salins de Bregille n'étaient pas sur la liste de ses visites officielles, il visite l'établissement le 2 juillet 1933. Voici le compte rendu de cette journée :
« Le président de la République, accompagné de M. Danielou, ministre de la santé publique et de M. Ducos, sous-secrétaire d'État de l'Enseignement technique ont visité Bregille le 2 juillet 1933 ; ils ont été reçus par M.de Moustier et le conseil d'administration, le comité des Dames Patronnesses, les deux Supérieures de Bregille et de SuperBregille. Au programme, visite d'un dortoir au rez-de-chaussée au pavillon un, jardin de santé théâtre de verdure, présentation des enfants sur la grande terrasse devant la chapelle. Une fillette de Novilars, une alsacienne de Cernay et une lorraine et Commercy ont offert un bouquet de fleurs. Présentation des pavillons par M.le chanoine Mourot et signature du livre d'Or. Le président a laissé 500 Francs à l'œuvre. »

### La Seconde Guerre mondiale
Durant la Seconde Guerre mondiale, les établissements de santé sont tous réquisitionnés par les autorités militaires, dont les salins de Bregille. Les malades accueillis sont contraints de partir en 1940 à l'annonce de l'arrivée des Allemands dans la ville. En juin 1940, des sous-officiers allemands occupent le bâtiment avant de quitter les locaux le 3 avril 1941. En 1942 les locaux de SuperBregille accueillent des enfants originaires de Belgique et du nord de la France. Les bâtiments situés dans le département du Var sont réquisitionnés par les Allemands et c'est alors qu'un repli sur la capitale comtoise est envisagé. L'association décide de rapatrier les malades, le personnel ainsi que tout le personnel par train de Hyères à Besançon.

### La reconversion
En 1957, avec l'arrivée du nouveau directeur général en la personne d'André Clément, l'institut va se reconvertir, principalement à cause de la régression significative de la tuberculose en France. En 1959, l'institut s'oriente vers un centre médico-pédagogique comprenant une section de formation professionnelle ainsi qu'un bâtiment pour la rééducation des déficients sensoriels. En 1963, l'institut accueille des retraités dans un établissement flambant neuf : la résidence Notre-Dame, qui ouvrira officiellement le 1er juillet 1968. En 1965, le Salin de Bregille ouvre une aile spécialisée pour les enfants sourds (IRS Saint-Georges) avant de fermer en 1975.
En 1966, l'établissement doit faire face à une baisse accrue de son taux d'occupation, et doit alors réduire sa capacité d'accueil notamment au préventorium et reconvertir une partie des bâtiments en maison d'enfants à caractère sanitaire spécialisé (CMI Saint-Hubert), ouvert en janvier 1971. Cette même année, les locaux restés vacants à la suite de la baisse des effectifs seront occupés par des malades adultes venus des principaux hôpitaux de Besançon.
Le 28 janvier 1972, les employés, en désaccord avec la décision du directeur de ne plus garder une vocation de maison d'enfants, entrent dans une grève qui durera plus de cinq mois. Occupation des locaux, manifestations, séquestration du sous-directeur et du directeur général feront qu'un accord sera trouvé avec le préfet de région. Il crée deux services hospitaliers : un pour les adultes venant du CHU et l'autre pour les enfants, qui fonctionneront jusqu'au début des années 1980.
En 1973, le centre de diagnostic de traitement et de réadaptation est ouvert pour les enfants ayant des troubles du comportement avant de devenir un institut thérapeutique éducatif et pédagogique  en 2005, comptant 76 place actuellement avec un accueil familial spécialisé ainsi qu'un service éducatif à domicile. Après que le sanatorium ferme définitivement ses portes le 17 février 1972, le secrétaire général de la préfecture du Doubs demanda à l'association de créer un centre spécialisé pour les enfants aveugles ou déficients visuels, ce qui fut chose faite en janvier 1973 avec l'ouverture du centre éducatif Sainte-Odile accueillant cinq enfants à son ouverture. Ce même centre deviendras par la suite le centre régional d'enseignement et d'éducation spécialisé pour déficients visuels, comprenant 113 lits, et peu après fut créée la section des Hauts de Bregille pour les enfants polyhandicapés. En décembre 1981 est décidée la création d'un centre de rééducation fonctionnelle pour enfants, spécialisé pour les handicapés moteurs, qui deviendra le centre de moyen séjour de rééducation fonctionnelle en 1987. Puis en 1996, l'ouverture d'un hôpital de rééducation fonctionnelle de jour est agréé par le préfet.
La pouponnière du Var est aujourd'hui fermée.

### Les salins de nos jours
En 2000, on décide de la fusion du centre des salins de Bregille avec les services hospitaliers annexes. Aujourd'hui, le centre de rééducation et de réadaptation fonctionnelle accueille 46 lits pour enfants et adultes, six lits de soins pour les personnes en état végétatif ainsi que quinze places pour la rééducation fonctionnelle en hôpital de jour. Les locaux du siège social qui étaient situés au 14, de la rue Charles Nodier dans le secteur de La Boucle furent transférés à Bregille et ouverts en 2001.
Aujourd'hui, l'association compte plus de 900 salariés dont la moitié à Bregille et le reste sur trois sites du département du Doubs. Les salins de Bregille regroupent actuellement un service technique et logistique, le centre de rééducation fonctionnelle, le centre régional d'enseignement et d'éducation spécialisés pour déficients visuels, l'institut thérapeutique éducatif et pédagogique ainsi qu'une section pour jeunes polyhandicapés.